# مکان هندسی

مکان هندسی نقاطی در فواصل 6cm ،4cm ،2cm و8cm از خط در جهت نقطه

مکان هندسی به مجموعه نقاطی گویند که دارای خصوصیت مشترکی باشند و هر نقطه از مجموعهٔ جهانی (مثلاً خط، صفحه یا فضا) که دارای آن خصیصهٔ مشترک باشد عضو آن مکان هندسی است. این اصطلاح معمولاً در جایی بکار برده می‌شود که این نقاط تشکیل شکل پیوسته‌ای مانند یک منحنی بدهد. به‌طور مثال در فضای دو بعدی، خط را می‌توان مکان هندسی نقاطی تعریف نمود که فاصله آنها از دو نقطه ثابت به یک اندازه باشد.
مقاطع مخروطی را نیز می‌توان به صورت مکان هندسی تعریف نمود، به این ترتیب که:
- دایره: مکان هندسی نقاطی که فواصل آن ها از یک نقطه مشخص (مرکز) برابر با عددی ثابت (طول شعاع) باشد.
- بیضی: مکان هندسی نقاطی که مجموع فواصل آنها از دو کانون برابر با عددی ثابت باشد.
- هذلولی: مکان هندسی نقاطی که اختلاف فواصل آنها از دو کانون برابر با عددی ثابت باشد.
- سهمی: مکان هندسی نقاطی که فاصله آنها از کانون و از خط هادی با هم برابر باشد.